# Lucien Gautier (graveur)
Pour les articles homonymes, voir Lucien Gautier et Gautier.
Lucien Marcellin Gautier, né à Aix-en-Provence le 10 janvier 1850, et mort dans la même ville  le 29 mars 1925, est un graveur français.

## Biographie
Lucien Marcellin Gautier naît le 10 janvier 1850 à Aix-en-Provence. Il est d'abord l'élève de Gibert et Marius Reinaud à Aix-en-Provence, puis de Léon Gaucherel à Paris. Dès 1875, il réalise des vues de Marseille et des quartiers environnants. Il s'installe à Paris en 1883 et y obtient un poste à la préfecture de police où il organise un service photographique.
De 1881 à 1886, il travaille comme illustrateur à la revue L'Art. Il expose ses eaux-fortes au Salon des artistes français de 1880 à 1924. Après un voyage en Italie et en Écosse, il présente au Salon de 1884 Le Forum à Rome et Le Lac Lhomond en Écosse, ce qui lui vaut une mention honorable. Également graveur d'interprétation, il obtient une médaille de 3e classe pour Bergerie d'après Charles Jacque en 1894, une médaille de 2e classe pour La Drague du pont Louis-Philippe à Paris en 1898, et une médaille de 1re classe pour Le Passeur d'après Corot et Vision gothique, triptyque en 1912. 
En 1901, il reçoit une commande de l'État pour la gravure de La Bataille de Hondschoote d'après Jules Dupré .
Il meurt à Aix-en-Provence le 29 mars 1925.

## Œuvres dans les collections publiques
- Marseille, musée Cantini :
  - Aix, la cathédrale[3] ;
  - Cloître Saint Sauveur[4] ;
  - Place à Aix[5].
- Paris, musée national de la Marine : Intérieur du vieux port à Marseille[6].

## Ouvrages illustrés
- Afred de Champeaux et François-Étienne Adam, Paris pittoresque, Paris, J. Rouam, 1883, 80 p. avec dix grandes eaux-fortes originales de Lucien Gautier.

## Galerie

Œuvres de Lucien Gautier
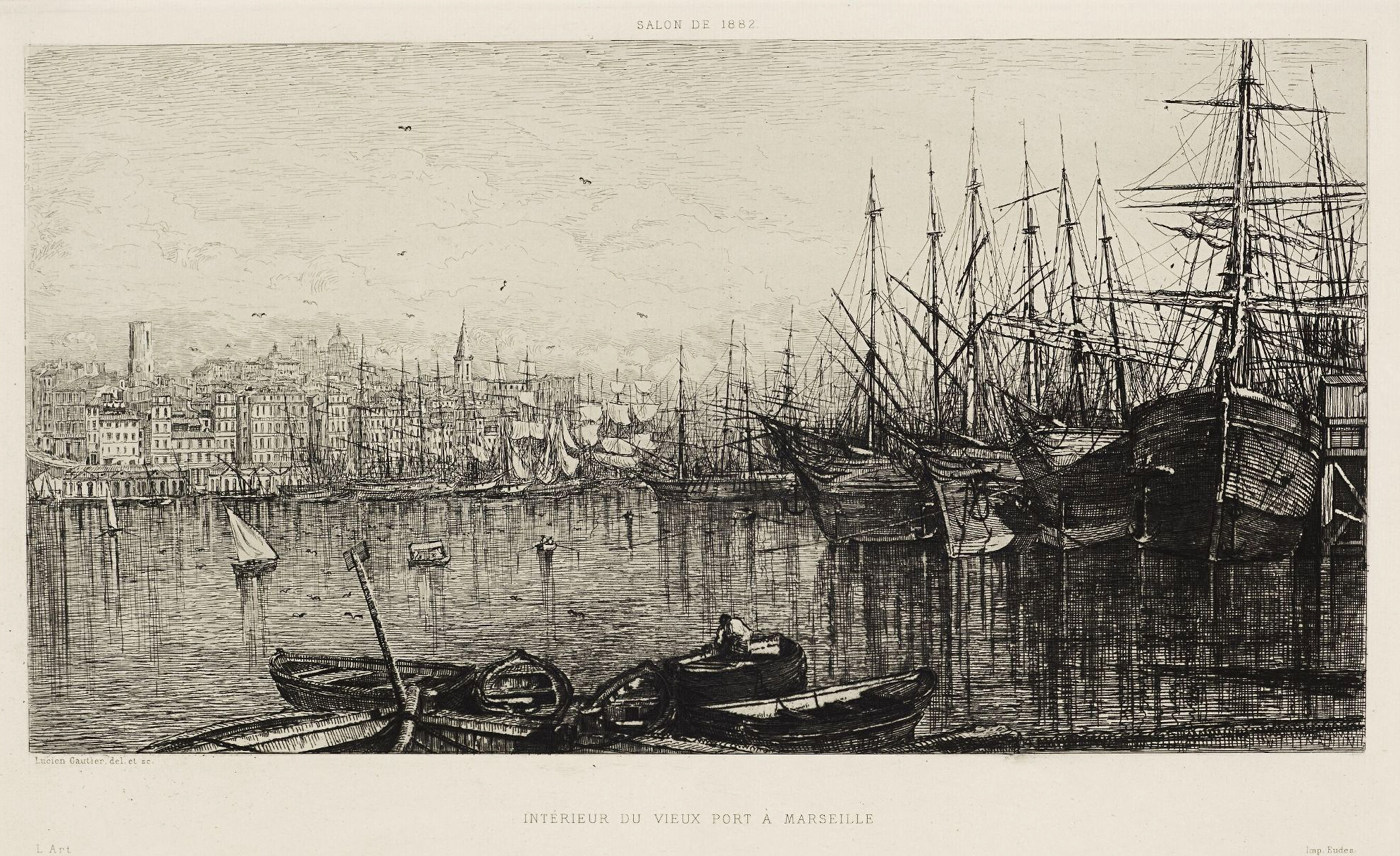
Intérieur du vieux port à Marseille, Paris, musée national de la Marine.
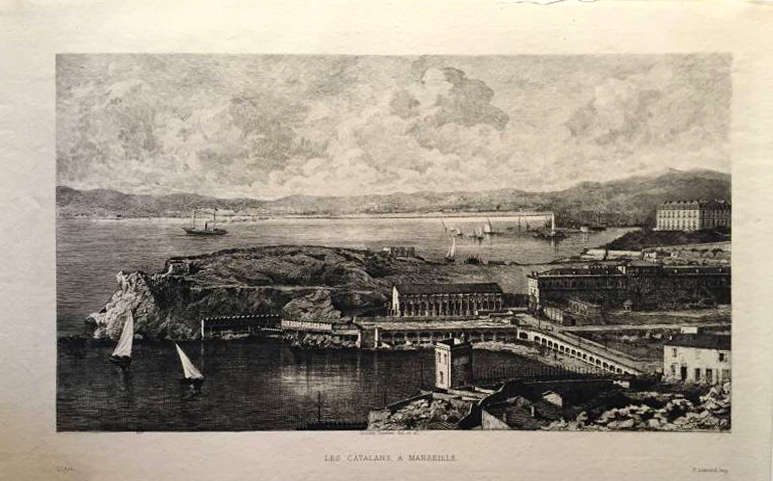
Le Quartier des catalans à Marseille.
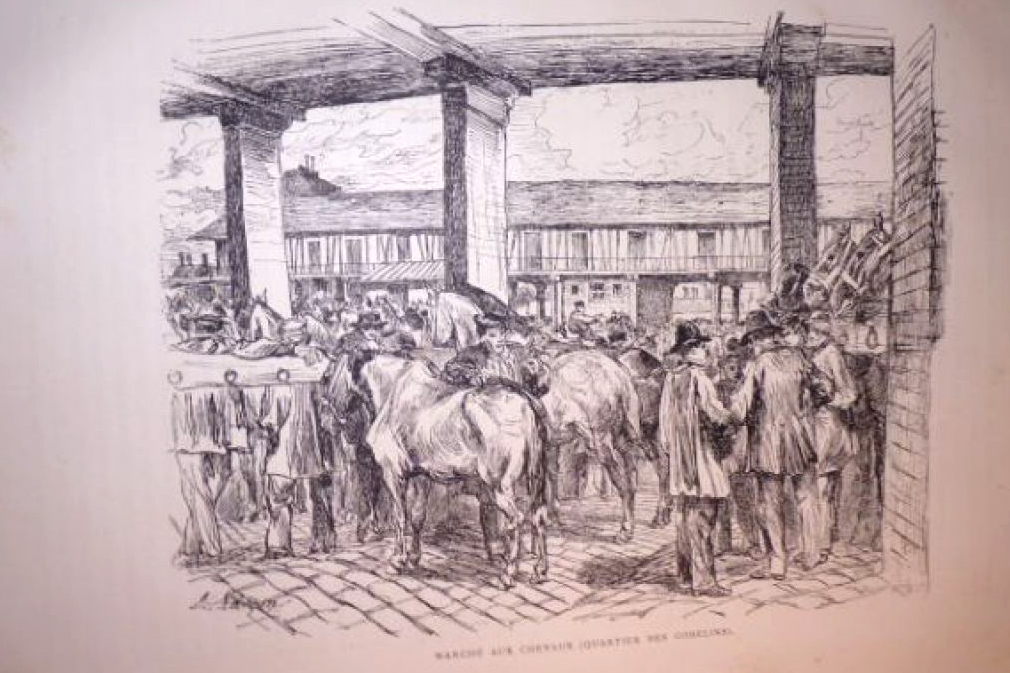
Marché aux chevaux à Paris